# Kassidion
Das Kassidion oder Kasidion ist ein aus spätrömischen Einflüssen hervorgegangener Helmtypus, der das ganze Mittelalter hindurch im Byzantinischen Reich gebräuchlich war.

## Beschreibung
Das Kassidion war halbrund gewölbt und wurde mit einem ledernen Kinnriemen am Kopf fixiert. Es wurde über einer gepolsterten Schutzkappe getragen und oftmals durch einen Ohren- und Nackenschutz aus Kettengeflecht, Metallschuppen oder Stoff ergänzt. Spätere Kassidioi konnten spitzkonisch geformt sein, worin sich wahrscheinlich die Berührung der Byzantiner mit der persischen Kultur widerspiegelte. Auch awarische, fränkische und islamische Einflüsse machten sich im Laufe der Jahrhunderte bemerkbar. Seit dem 7. Jahrhundert wurde auf der Helmspitze mancher Kassidioi ein als Tuphion bezeichneter Büschel angebracht, was möglicherweise auf slawische Vorbilder zurückzuführen ist. Im 10. Jahrhundert wurden im Byzantinischen Reich wahrscheinlich auch Maskenhelme verwendet. Ein mit Gesichtsmaske versehenes Kassidion wird Autoprosopon genannt.